# Lancia Dedra
Lancia Dedra är en familjebil i mellanklassen som presenterades 1989 då den ersatte Lancia Prisma. Modellen var en sedanversion av Deltamodellen och baserades tekniskt på Fiat Tipo. Dedra såldes med bensinmotorer på mellan 1,6 och 2,0 liter samt en dieselmotor på 1,9 liter. 1993 gjordes en ansiktslyftning och i samband med detta tillkom också en kombiversion. År 1995 kom ännu en kosmetisk uppdatering och 1999 ersattes modellen av Lybramodellen. Dedra var den sista Lanciamodell som såldes i Sverige innan märket lämnade marknaden i början av 1990-talet.